# Горелов, Сергей Николаевич
Серге́й Никола́евич Горе́лов (род. 29 апреля 1985, Москва) — российский футболист, защитник. Выступал за ЦСКА. В начале 2008 года был передан на правах аренды в московское «Торпедо». В конце января 2009 года отправился на просмотр в «Кубань», в составе которой принял участие в двухнедельном сборе. В 2009 был заявлен за ФК «Истра». Летом 2009 года перешёл в петербургское «Динамо». В 2010 году выступал за тверскую «Волгу».
По состоянию на 2019 год — тренер в академии Олега Иванова.

## Достижения
- Бронзовый призёр чемпионата России (1): 2007
- Обладатель Кубка России (2): 2005/06, 2007/08